# Катарина (Лотарингия)
Катарина Лотарингска (на немски: Katharina von Lothringen; * 1407, † 1 март 1439) е принцеса от Горна Лотарингия и съпруга на Якоб I фон Баден, маркграф на Баден от 1431 г.

## Произход
Тя е втората дъщеря на херцога на Горна Лотарингия Карл II (1364 – 1431) от фамилията Дом Шатеноа и съпругата му Маргарете от Пфалц (1376 – 1434), дъщеря на крал Рупрехт от род Вителсбахи и на Елизабет от Хоенцолерн. Кръстена е на 1 март 1439 г. Тя е по-малка сестра на херцогиня Изабела Лотарингска.

## Фамилия
Катарина се омъжва на 25 юли 1422 г. за маркграф Якоб I фон Баден (1407 – 1453) от род Церинги. Те имат децата:
- Карл I (1427 – 1475), маркграф на Баден
- Бернхард II (1428 – 1458), маркграф на Баден, блажен
- Йохан II (1430 – 1503), маркграф на Баден, от 1456 г. архиепископ на Трир
- Георг (1433 – 1484), маркграф на Баден (1453 – 1454), от 1459 г. епископ на Мец
- Маркус (1434 – 1478), каноник в епископия Лиеж
- Маргарета (1431 – 1457), ∞ 1446 за Албрехт III фон Бранденбург
- Матилда († 1485), абатеса в Трир